# Krepšinio klubas Prienai
Krepšinio klubas Prienai, conocido también por motivos de patrocinio como TonyBet Prienai, es un equipo de baloncesto lituano con sede en la ciudad de Prienai, que participa en la Lietuvos Krepšinio Lyga, en la Liga Báltica y en la Eurocup. Desde 2009 compite en la principal liga de su país, tras conseguir el ascenso al ganar la NKL, la segunda división lituana.

## Trayectoria
| Temporada | Liga | Pos. | Título            | Liga Báltica   | Pos. | LKF Cup       | Competiciones europeas |
| --------- | ---- | ---- | ----------------- | -------------- | ---- | ------------- | ---------------------- |
| 2002–03   | LKAL | 3    | Semifinalista     | –              | –    | –             | –                      |
| 2003–04   | NKL  | 6    | Cuartofinalista   | –              | –    | –             | –                      |
| 2004–05   | LKAL | 12   | –                 | –              | –    | –             | –                      |
| 2005–06   | NKL  | 4    | Semifinalista     | –              | –    | –             | –                      |
| 2006–07   | NKL  | 7    | Cuartofinalista   | –              | –    | –             | –                      |
| 2007–08   | NKL  | 9    | –                 | –              | –    | –             | –                      |
| 2008–09   | NKL  | 1    | Asciende a LKL    | –              | –    | –             | –                      |
| 2009–10   | LKL  | 7    | Cuartofinalista   | Challenge Cup  | 2    | Segunda ronda | –                      |
| 2010–11   | LKL  | 3    | Medalla de bronce | Elite Division | 6    | Tercer puesto | –                      |
| 2011–12   | LKL  | 3    | Medalla de bronce | Elite Division | 8    | Cuarto puesto | Jugó la Eurocup        |
| 2012–13   | LKL  | 4    | Semifinalista     | Elite Division | 2    | Campeón       | Jugó la Eurocup        |
| 2013–14   | LKL  | 4    | Semifinalista     | Elite Division | 2    | Campeón       | –                      |